# Birger Månsson (skeppsmäklare)
Gustaf Birger Månsson, född 20 april 1886 i Norrköping, död där 7 april 1955, var en svensk skeppsmäklare.
Birger Månsson var son till avdelningschefen vid Norrköpings lithografiska AB Gustaf Helmfrid Månsson. Efter avslutade skolstudier i Norrköping anställdes han 1905 vid speditions- och skeppsmäklarfirman August V. Svenson i Norrköping; då företaget ombildades till aktiebolag 1914 blev han företagets VD. Åren 1905–1914 var Månsson mönstringsförrättare vid sjömanshuset i Norrköping och tillförordnad sjömanshusombudsman där 1914–1917. Han blev 1920 edsvuren skeppsmäklare och 1934 auktoriserad skeppsklarerare. Månsson var representant för flera svenska och utländska rederi- och försäkringsföretag i Norrköping. Från 1937 var han norsk vicekonsul i Norrköping. Månsson var även vice ordförande i Norrköpings handelsförening samt ordförande i köpmansföreningen där och i Östergötlands fabrikant- och grossistförbund. Han är gravsatt i Krematorielunden i Norrköping.